# Fletcher Pratt
Murray Fletcher Pratt (25 de abril de 1897–11 de junio de 1956) fue un escritor norteamericano de ciencia ficción, fantasía e historia, particularmente notable por sus trabajos sobre historia naval y sobre la Guerra de Secesión.

## Vida y obra
Según  L. Sprague de Camp,, Pratt nació cerca de Tonawanda, estado de Nueva York, y asistió al colegio Hobart and William Smith durante un año. En la década de 1920 trabajó para el Buffalo Courier-Express y en el periódico de Staten Island. En 1926 contrajo matrimonio con la artista Inga Stephens. A fines de la década de 1920 comenzó a vender cuentos a revistas pulp. De nuevo según la memoria de Sprague de Camp, cuando un incendio destruyó su departamento en la década de 1930, utilizó el dinero del seguro para estudiar en la Sorbona por un año. Después de eso comenzó a escribir historias.
Pratt fue analista militar para la revista Time, (cuyo obituario lo describe como «barbudo, con aspecto de gnomo» y enumera la cría de titíes entre sus pasatiempos), así como la crítica regular de obras históricas, de fantasía y de ciencia ficción para The New York Times Book Review; además, colaboró en varias revistas pulp de ciencia ficción, como por ejemplo con la novelette Expedition to Pluto para el primer número de Planet Stories.
Los jugadores de juegos de guerra conocen a Pratt como el inventor de una serie de reglas para la batalla naval, antes de la Segunda Guerra Mundial. Esto se conoció como «The Fletcher Pratt Naval War Game» (Juego de guerra naval de Fletcher Pratt) e incluyó docenas de finos barcos de madera, constgruídos en una escala de 1/600. Este juego estaba disperso por el piso del departamento de Pratt, y sus movimientos los calculaba mediante complejas fórmulas matemáticas. El notable artista y escritor Jack Coggins fue un participante frecuente en las guerras navales de Pratt, y De Camp lo conoció a través del grupo de jugadores.
Pratt fundó el club de cenas literarias conocido como Trap Door Spiders (arañas de escotilla) en 1944. El nombre es una referencia al exclusivo hábito de estas arañas, que cuando entran en su madriguera cierran una escotilla tras ellas. El club fue luego llevado a la ficción como  Black Widowers (viudas negras) en una serie de misterio de Isaac Asimov. Pratt mismo fue incluido en un cuento de Ralph Ottur. 
También fue miembro de The Civil War Round Table of New York, creada en 1951, presidiéndola entre 1953 y 1954. En 1956, luego de su muerte, el directorio estableció el premio Fletcher Pratt, que se entrega todos los meses de mayo al escritor o editor que haya escrito el mejor libro no ficción sobre la Guerra de Secesión, publlicado durante el año precedente.
Además de sus obras históricas, Pratt es conocido por sus obras de fantasía en colaboración con De Camp, la más famosa de ellas es la serie de humor fantástico Harold Shea, publicada en versión completa como The Complete Compleat Enchanter, 1989, ISBN 0-671-69809-5. Sus novelas unitarias de fantasía El pozo del unicornio y La estrella azul también son muy recordadas.  
Pratt escribió en un estilo de prosa muy particular, con reminiscencias del estilo de Bernard DeVoto. Uno de sus libros está dedicado «a Benny DeVoto, quien me enseñó a escribir». 
Muchos libros de Pratt fueron ilustrados por Inga Stephens Pratt, su esposa.

### Novelas
- Tierra de sinrazón (1941) con L. Sprague de Camp
- El cubo de cornalina (1948) con L. Sprague de Camp
- El pozo del unicornio (1948)
- La estrella azul (1952)
- Doble peligro (1952)
- El fuego sin fin (1953)
- Invasores de Rigel (1960)
- Planeta Alien (1962)

### Series

#### Harold Shea
- Las matemáticas de la magia (2007) con L. Sprague de Camp
- The Complete Compleat Enchanter (1989) con L. Sprague de Camp
  - The Compleat Enchanter (1975) con L. Sprague de Camp
  - * The Incomplete Enchanter (1940) con L. Sprague de Camp
  - * El castillo de acero (1941) con L. Sprague de Camp
  - Muro de serpientes (1980 RU)] (1960) con L. Sprague de Camp

### Colecciones
- Double in Space (1951)
- Doble peligro (1952)
- Tales from Gavagan's Bar (1953, revisado en 1978) con L. Sprague de Camp

### Antologías
- Mundo de maravilla (1951)

### No ficción
- Fletcher Pratt's Naval War Game (1940).
- A Man and His Meals (Un hombre y sus comidas) (1947)
- World of Wonder : an Introduction to Imaginative Literature (1951)

#### Ciencia
- All About Famous Inventors and Their Inventions (1955)
- All About Rockets and Jets (1955) ilustrado por Jack Coggins
- Rockets, Jets, Guided Missiles and Spaceships (1951) con Jack Coggins
- By Space Ship to the Moon (1952) with Jack Coggins
- Rockets, Satellites and Space Travel (1958) con Jack Coggins

#### Historia y biografía

##### Naval History
- The Compact History of the United States Navy (1957)
- Empire and the Sea (1946) con Inga Stephens
- Fighting Ships of the U.S. Navy (1941) ilustrado por Jack Coggins
- Fleet Against Japan (1946)
- The Navy has Wings; the United States Naval Aviation (1943)
- The Navy, a History; the Story of a Service in Action (1938)
- The Navy's War (1944)
- Night Work: the Story of Task force 39 (1946)
- Preble's Boys; Commodore Preble and the Birth of American Sea Power (1950)
- Sea Power and Today's War (1939)
- Ships, Men - and Bases (1941) con Frank Knox
- A Short History of the Army and Navy (1944)

##### Guerras napoleónicas
- The Empire and the Glory; Napoleon Bonaparte: 1800-1806 (Imperio y Gloria: Napoleón Bonaparte. 1948)
- Road to Empire; the Life and Times of Bonaparte, the General (Camino al Imperio; la vida y la época de Bonaparte, el general, 1939)

##### Guerra de 1812
- The Heroic Years; Fourteen Years of the Republic, 1801-1815 (Los años heroicos: cuarenta años de la República, 1934)

##### Guerra de Secesión
- The Civil War (La guerra civil, 1955)
- Civil War in Pictures (Guerra civil en la pintura, 1955)
- Civil War on Western Waters (1956)
- The Military Genius of Abraham Lincoln : an Essay (El genio militar de Abraham Lincoln: ensayo, 1951) con Colin R. Ballard
- The Monitor and the Merrimac (El Monitor y el Merrimac, 1951)
- Ordeal by Fire; an Informal History of the Civil War (Prueba de fuego, una historia informal de la Guerra de Secesión, 1935)
- Stanton, Lincoln's Secretary of War (Stanton, secretario de guerra de Lincoln, 1953)

##### Segunda Guerra Mundial
- America and Total War (América y la guerra total, 1941)
- The Marines' War, an Account of the Struggle for the Pacific from Both American and Japanese Sources (Guerra de los marines, un relato de la lucha por el Pacífico, tanto de fuentes estadounidenses como  japonesas, 1948)
- The U.S. Army : a Guide to its Men and Equipment ( Armada de Estados Unidos: guía de sus hombres y equipamiento, 1942) con David Pattee
- War for the World; a Chronicle of Our Fighting Forces in World War II ( Guerra por el mundo: crónica de nuestra fuerzas en lucha en la Segunda Guerra Mundial, 1950)
- What the Citizen Should Know about Modern War (Lo que el ciudadano debe saber sobre la guerra moderna, 1942)

##### Otros
- The Battles that Changed History (Las batallas que cambiaron la historia.1956) ISBN 0-486-41129-X
- The Cunning Mulatto and Other Cases of Ellis Parker, American Detective (El mulato astuto y otros casos del detective Ellis Parker,1935) con Ellis Parker
- Eleven Generals; Studies in American Command (Once generales: estudios de comando norteamericano, 1949)
- Hail, Caesar! (1936)
- The Lost Battalion (El batallón perdido, 1938) with Thomas M. Johnson
- Muscle-power Artillery (Poder de artillería, 1938)
- My Life to the Destroyers (Mi vida por los destructores, 1944) con L. A. Abercrombie
- The City of the Living Dead (La ciudad de los muertos vivos, 1939) con Laurence Manning.
- Secret and Urgent; the Story of Codes and Ciphers (Secreto y urgente: la ahistoria de la codificación y el cifrado, 1939)
- The Third King (El tercer rey, 1950)